# Kuivaluoto (ö i Egentliga Finland, lat 60,65, long 21,40)
Kuivaluoto är en ö i Finland. Den ligger i Skärgårdshavet och i kommunen Nystad i landskapet Egentliga Finland, i den sydvästra delen av landet. Ön ligger omkring 52 kilometer väster om Åbo och omkring 200 kilometer väster om Helsingfors.
Öns area är 39,9 hektar och dess största längd är 1,1 kilometer i öst-västlig riktning. I omgivningarna runt Kuivaluoto växer i huvudsak barrskog.